# Revolution Software
Revolution Software – założona w 1990 roku brytyjska firma zajmująca się produkcją przygodowych gier komputerowych typu wskaż i kliknij.

## Gry stworzone przez Revolution Software
- Lure of the Temptress (1992)
- Beneath a Steel Sky (1994)
- Broken Sword: The Shadow of the Templars (1996)
- Broken Sword II: The Smoking Mirror (1997)
- Gold and Glory: The Road to El Dorado (2000)
- In Cold Blood (2001)
- Broken Sword: The Sleeping Dragon (2003)
- Broken Sword: The Angel of Death (2006)